# Kabinett Philippe II

Offizielles Logo der Regierung der Französischen Republik mit dem Wahlspruch Liberté, Égalité, Fraternité

Das Kabinett Philippe II war vom 21. Juni 2017 bis zum 3. Juli 2020 die amtierende Regierung Frankreichs unter Premierminister Édouard Philippe. Es war die einundvierzigste Regierung der Fünften Republik und die zweite, die von Präsident Emmanuel Macron ernannt wurde. Vorgänger-Kabinett war das Kabinett Philippe I. Am 3. Juli 2020 traten alle Regierungsmitglieder zurück, blieben aber bis zur Ernennung ihrer Nachfolger am 6. Juli 2020 geschäftsführend im Amt.

## Regierungsbildung
Die Vorgängerregierung trat wie in Frankreich üblich kurz nach dem zweiten Wahlgang der Parlamentswahl zurück, um Staatspräsident Macron eine Regierungsumbildung zu ermöglichen. Dieser beauftragte erneut Édouard Philippe mit der Regierungsbildung. Berufen wurde die Regierung am 21. Juni 2017.
Anders als ursprünglich angekündigt fand eine größere Regierungsumbildung statt, weil die dem MoDem angehörenden Minister François Bayrou, Sylvie Goulard und Marielle de Sarnez wegen Vorwürfen der illegalen Parteienfinanzierung und Richard Ferrand wegen Vorwürfen der Begünstigung seiner Lebensgefährtin erklärten, der neuen Regierung nicht mehr angehören zu wollen.
Neben den dadurch notwendigen Umbesetzungen wurden sechs zusätzliche Staatssekretärsposten geschaffen, die anders als in Frankreich üblich keinen konkreten Geschäftsbereich erhielten.
Der Regierung gehörten (wie schon der Vorgängerregierung) einige Personen aus weiteren Parteien an, ohne dass diese Parteien die Regierung offiziell mittrugen, darunter
- drei Minister der Parti Socialiste und
- zwei Minister der PRG.

Der Premierminister, ein Minister und ein Staatssekretär waren zum Zeitpunkt der Regierungsbildung Mitglied der Republikaner, wurden aber Ende Oktober 2017 aus der Partei ausgeschlossen.

## Anfangszusammensetzung
| Funktion                                                                | Name                  | Partei          | Partei          |
| Premierminister                                                         | Premierminister       | Premierminister | Premierminister |
| ----------------------------------------------------------------------- | --------------------- | --------------- | --------------- |
| Premierminister                                                         | Édouard Philippe      |                 | LR              |
| Staatsminister                                                          |                       |                 |                 |
| Staatsminister Innenminister                                            | Gérard Collomb        |                 | PS              |
| Staatsminister Minister für den ökologischen und solidarischen Übergang | Nicolas Hulot         |                 | Ecolo           |
| Minister                                                                |                       |                 |                 |
| Justizministerin                                                        | Nicole Belloubet      |                 | DVG             |
| Ministerium für Europa und Äußeres                                      | Jean-Yves Le Drian    |                 | PS              |
| Verteidigungsministerin                                                 | Florence Parly        |                 | DVG             |
| Minister für territorialen Zusammenhalt                                 | Jacques Mézard        |                 | PRG             |
| Ministerin für Soziales und Gesundheit                                  | Agnès Buzyn           |                 | Parteilose      |
| Minister für Wirtschaft und Finanzen                                    | Bruno Le Maire        |                 | LR              |
| Ministerin für Kultur                                                   | Françoise Nyssen      |                 | Parteilose      |
| Arbeitsministerin                                                       | Muriel Pénicaud       |                 | DVG             |
| Minister für Bildung                                                    | Jean-Michel Blanquer  |                 | DVD             |
| Minister für Landwirtschaft und Ernährung                               | Stéphane Travert      |                 | LREM            |
| Minister für den Haushalt                                               | Gérald Darmanin       |                 | LR              |
| Ministerin für Hochschulbildung, Forschung und Innovation               | Frédérique Vidal      |                 | Parteilose      |
| Ministerin für die Überseegebiete                                       | Annick Girardin       |                 | PRG             |
| Ministerin für Sport                                                    | Laura Flessel-Colovic |                 | Parteilose      |

Beigeordnete Minister
| Funktion                                   | Beigeordnet zu:                                          | Name                | Partei | Partei     |
| ------------------------------------------ | -------------------------------------------------------- | ------------------- | ------ | ---------- |
| Ministerin                                 | Innenminister                                            | Jacqueline Gourault |        | MoDem      |
| Verkehrsministerin                         | Minister für den ökologischen und solidarischen Übergang | Élisabeth Borne     |        | DVG        |
| Ministerin für europäische Angelegenheiten | Minister für Europa und Äußeres                          | Nathalie Loiseau    |        | Parteilose |

Staatssekretäre
| Funktion                                                                                           | Beigeordnet zu:                                          | Name                   | Partei | Partei     |
| -------------------------------------------------------------------------------------------------- | -------------------------------------------------------- | ---------------------- | ------ | ---------- |
| Staatssekretär für parlamentarische Beziehungen, Regierungssprecher                                | Premierminister                                          | Christophe Castaner    |        | LREM       |
| Staatssekretärin und Beauftragte für die Gleichstellung der Geschlechter und Diskriminierungsabbau | Premierminister                                          | Marlène Schiappa       |        | LREM       |
| Staatssekretärin und Beauftragte für Menschen mit Behinderung                                      | Premierminister                                          | Sophie Cluzel          |        | Parteilose |
| Staatssekretär und Beauftragter für Digitalisierung                                                | Premierminister                                          | Mounir Mahjoubi        |        | LREM       |
| Staatssekretär                                                                                     | Minister für den ökologischen und solidarischen Übergang | Sébastien Lecornu      |        | LR         |
| Staatssekretär                                                                                     | Minister für den ökologischen und solidarischen Übergang | Brune Poirson          |        | LREM       |
| Staatssekretär                                                                                     | Minister für Europa und Äußeres                          | Jean-Baptiste Lemoyne  |        | LR         |
| Staatssekretärin                                                                                   | Verteidigungsministerin                                  | Geneviève Darrieussecq |        | MoDem      |
| Staatssekretär                                                                                     | Minister für den territorialen Zusammenhalt              | Julien Denormandie     |        | LREM       |
| Staatssekretär                                                                                     | Minister für Wirtschaft und Finanzen                     | Benjamin Griveaux      |        | LREM       |

## Entwicklung der Zusammensetzung der Regierung

### Kabinettsumbildung vom 24. November 2017
Am 24. November 2017 wurde Christophe Castaner als Regierungssprecher von Benjamin Griveaux abgelöst, der von Delphine Gény-Stephann an die Stelle des Staatssekretärs beim Wirtschafts- und Finanzminister gestellt wurde, während der Sozialist Olivier Dussopt zum Staatssekretär des Ministers ernannt.

### Kabinettsumbildung vom 4. September 2018
Am 28. August 2018 kündigte Nicolas Hulot seinen Rücktritt von der Regierung während eines Live-Radio-Interviews auf France Inter. Am 4. September kündigte Laura Flessel-Colovic ihren Rücktritt aus der Regierung an. Die beiden Minister wurden durch François de Rugy und Roxana Mărăcineanu ersetzt.

### Kabinettsumbildung Oktober 2018
Am 1. Oktober 2018 bat der Innenminister Gérard Collomb Präsident Macron seinen Rücktritt an, der jedoch ablehnte. Er erneuerte daraufhin seine Absicht, worauf Präsident Macron den Rücktritt Collombs letztlich akzeptierte. Der Präsident beauftragte daraufhin Premierminister Édouard Philippe zusätzlich mit dem Amt des Innenministers. Am 16. Oktober 2018 wurde schließlich Christophe Castaner zum neuen Innenminister ernannt. An diesem Tag kam es zu einer größeren Kabinettsumbildung: Franck Riester übernahm von Françoise Nyssen das Kulturministerium,
Didier Guillaume von Stéphane Travert das Landwirtschaftsministerium und Jacqueline Gourault von Jacques Mézard das Ministerium für den territorialen Zusammenhalt.
Zudem wurden mehrere Staatssekretäre ausgetauscht beziehungsweise zusätzlich ernannt.

### Kabinettsumbildung Januar 2019
Am 25. Januar 2019 wurde Adrien Taquet zum Staatssekretär im Ministerium für Soziales und Gesundheit ernannt.

### Kabinettsumbildung am 31. März 2019
Nathalie Loiseau trat am 27. März 2019 zurück, sie wurde Spitzenkandidatin von La République en Marche-MoDem für die Wahlen zum Europaparlament. Die beiden Staatssekretäre Benjamin Griveaux und Mounir Mahjoubi traten zurück, um sich auf die Kommunalwahlen 2020 in Paris vorzubereiten. Neue Staatssekretärin für Europafragen wurde Amélie de Montchalin, Sibeth Ndiaye wurde Regierungssprecherin und Staatssekretärin beim Premierminister. Cédric O wurde Staatssekretär für Digitales.

### Kabinettsumbildung am 19. Juli 2019
Nach Berichten von Mediapart über einen luxuriösen Lebenswandel auf Staatskosten trat Umweltminister François de Rugy zurück. Nachfolgerin wurde die bisherige Verkehrsministerin Élisabeth Borne, die jedoch nicht den Rang einer Staatsministerin erhielt.

### Kabinettsumbildung am 18. Dezember 2019
Am 18. Dezember 2019 trat der Hochkommissar für die Rente Jean-Paul Delevoye wegen ihm vorgeworfener Interessenskonflikte zurück. Die Vorwürfe waren während der landesweiten Mobilisierung gegen die von der Regierung vorgeschlagene Rentenreform aufgekommen.

### Kabinettsumbildung am 16. Februar 2020
Am 16. Februar 2020 trat Gesundheitsministerin Agnès Buzyn von ihrem Amt zurück, um als Kandidatin der Bewegung La République en Marche für das Bürgermeisteramt in den Pariser Kommunalwahlkampf zu ziehen. Sie löste hierbei den bisherigen Kandidaten, den ehemaligen Regierungssprecher Benjamin Griveaux, ab, der nach Veröffentlichung von privaten Nachrichten sexuellen Inhalts zurückgetreten war. Ihr Nachfolger wurde der Abgeordnete Olivier Véran, ein studierter Neurologe.

## Letzte Zusammensetzung

### Premierminister
|  | Bild             | Name             | Funktion        | Partei |
|  | ---------------- | ---------------- | --------------- | ------ |
|  | Édouard Philippe | Édouard Philippe | Premierminister | DVD    |

### Minister
|  | Bild                 | Name                 | Funktion                                                                                       | Partei    |
|  | -------------------- | -------------------- | ---------------------------------------------------------------------------------------------- | --------- |
|  | Nicole Belloubet     | Nicole Belloubet     | Justizministerin                                                                               | DVG       |
|  | Jean-Yves Le Drian   | Jean-Yves Le Drian   | Minister für Europa und Äußeres                                                                | DVG       |
|  | Florence Parly       | Florence Parly       | Verteidigungsministerin                                                                        | DVG       |
|  | Élisabeth Borne      | Élisabeth Borne      | Ministerin für den ökologischen und solidarischen Übergang                                     | LREM      |
|  | Olivier Véran        | Olivier Véran        | Minister für Soziales und Gesundheit                                                           | PS        |
|  | Bruno Le Maire       | Bruno Le Maire       | Minister für Wirtschaft und Finanzen                                                           | LREM      |
|  | Muriel Pénicaud      | Muriel Pénicaud      | Arbeitsministerin                                                                              | LREM      |
|  | Jean-Michel Blanquer | Jean-Michel Blanquer | Minister für Bildung und Jugend                                                                | LREM      |
|  | Gérald Darmanin      | Gérald Darmanin      | Minister für den Haushalt                                                                      | LREM      |
|  | Christophe Castaner  | Christophe Castaner  | Minister des Innern                                                                            | LREM      |
|  | Frédérique Vidal     | Frédérique Vidal     | Ministerin für Hochschulbildung, Forschung und Innovation                                      | LREM      |
|  | Jacqueline Gourault  | Jacqueline Gourault  | Ministerin für den territorialen Zusammenhalt und die Beziehungen zu den Gebietskörperschaften | MoDem     |
|  | Annick Girardin      | Annick Girardin      | Ministerin für die Überseegebiete                                                              | MRSL      |
|  | Franck Riester       | Franck Riester       | Minister für Kultur                                                                            | Agir      |
|  | Didier Guillaume     | Didier Guillaume     | Minister für Landwirtschaft und Ernährung                                                      | DVD       |
|  | Roxana Mărăcineanu   | Roxana Mărăcineanu   | Ministerin für Sport                                                                           | Parteilos |

### Beigeordnete Minister
|  | Bild              | Name               | Funktion                                                | Beigeordnet zu                                                                                 | Partei |
|  | ----------------- | ------------------ | ------------------------------------------------------- | ---------------------------------------------------------------------------------------------- | ------ |
|  | Marc Fesnau       | Marc Fesneau       | Beigeordneter Minister für parlamentarische Beziehungen | Premierminister                                                                                | MoDem  |
|  | Sébastien Lecornu | Sébastien Lecornu  | Beigeordneter Minister für die Gebietskörperschaften    | Ministerin für den territorialen Zusammenhalt und die Beziehungen zu den Gebietskörperschaften | LREM   |
|  | Nathalie Loiseau  | Julien Denormandie | Beigeordneter Minister für Städtebau und Wohnen         | Ministerin für den territorialen Zusammenhalt und die Beziehungen zu den Gebietskörperschaften | LREM   |

### Staatssekretäre und Hochkommissare
|  | Bild                   | Name                   | Funktion                                                                                           | Beigeordnet zu:                                                 | Partei    |
|  | ---------------------- | ---------------------- | -------------------------------------------------------------------------------------------------- | --------------------------------------------------------------- | --------- |
|  | Marlène Schiappa       | Marlène Schiappa       | Staatssekretärin und Beauftragte für die Gleichstellung der Geschlechter und Diskriminierungsabbau | Premierminister                                                 | LREM      |
|  | Marlène Schiappa       | Sophie Cluzel          | Staatssekretärin und Beauftragte für Menschen mit Behinderung                                      | Premierminister                                                 | Parteilos |
|  |                        | Sibeth Ndiaye          | Staatssekretärin, Regierungssprecherin                                                             | Premierminister                                                 | LREM      |
|  | Brune Poirson          | Brune Poirson          | Staatssekretärin                                                                                   | Ministerin für den ökologischen und solidarischen Übergang      | LREM      |
|  | Emmanuelle Wargon      | Emmanuelle Wargon      | Staatssekretärin                                                                                   | Ministerin für den ökologischen und solidarischen Übergang      | Parteilos |
|  |                        | Amélie de Montchalin   | Staatssekretärin und Beauftragte für europäische Angelegenheiten                                   | Minister für Europa und Äußeres                                 | LREM      |
|  | Jean-Baptiste Lemoyne  | Jean-Baptiste Lemoyne  | Staatssekretär                                                                                     | Minister für Europa und Äußeres                                 | LREM      |
|  | Geneviève Darrieussecq | Geneviève Darrieussecq | Staatssekretärin                                                                                   | Verteidigungsministerin                                         | MoDem     |
|  | Christelle Dubos       | Christelle Dubos       | Staatssekretärin                                                                                   | Ministerin für Soziales und Gesundheit                          | LREM      |
|  | Adrien Taquet          | Adrien Taquet          | Staatssekretär                                                                                     | Ministerin für Soziales und Gesundheit                          | LREM      |
|  | Laurent Pietraszewski  | Laurent Pietraszewski  | Staatssekretär für die Rentenreform                                                                | Ministerin für Soziales und Gesundheit                          | LREM      |
|  | Cédric O               | Cédric O               | Staatssekretär und Beauftragter für Digitales                                                      | Minister für Wirtschaft und Finanzen, Minister für den Haushalt | LREM      |
|  | Agnès Pannier-Runacher | Agnès Pannier-Runacher | Staatssekretärin                                                                                   | Minister für Wirtschaft und Finanzen                            | LREM      |
|  | Gabriel Attal          | Gabriel Attal          | Staatssekretär                                                                                     | Minister für Bildung und Jugend                                 | LREM      |
|  | Olivier Dussopt        | Olivier Dussopt        | Staatssekretär                                                                                     | Minister für den Haushalt                                       | DVG       |
|  | Laurent Nuñez          | Laurent Nuñez          | Staatssekretär                                                                                     | Minister des Innern                                             | Parteilos |